# Hardcore Justice (2021)
Hardcore Justice est un évènement de catch professionnel produit par la fédération américaine Impact Wrestling. Il se déroula le 10 avril 2021 au Skyway Studios à Nashville, Tennessee. Il s'agit du douzième évènement de la chronologie des Hardcore Justice et le premier depuis 2015 et le premier disponible uniquement à l'achat depuis 2012. Il sera diffusé exclusivement sur Impact Plus.
Ce show fut booké par Tommy Dreamer qui avait pour but de lui donner un air semblable aux show de la ECW.

## Production

### Histoire
Hardcore Justice est un évènement annuel produit par Impact Wrestling. En 2005, il est présenté initialement comme un pay-per-view (PPV) présenté par Impact Wrestling (connu alors comme la Total Nonstop Action Wrestling, TNA). Le premier évènement se déroula en mai 2005, entre 2006 et 2012, il se déroula en août. Il fut appelé Hard Justice jusqu'en 2010. En 2013, la TNA arrêta d'en faire un pay-per view pour en faire un évènement spécial mensuel.
Lors de l'épisode d'Impact faisant suite à Sacrifice, Tommy Dreamer entra dans le bureau de Scott D'Amore (Vice-président d'Impact), lui disant que la compagnie avait un sérieux problème avec les championnats par équipe retenus en otages hors de la fédération, les champions actuels étant sous contrat avec la NJPW et non Impact, D'Amore lui laissa alors booker la carte de Hardcore Justice, qui sera diffusé exclusivement sur Impact Plus.

### Storylines
Cet évènement présente plusieurs matches de catch professionnel scriptés aux résultats prédéfinis

#### Title vs Career Match pour le Impact Knockouts Championship
Le 23 mars à Impact, la championne des Knockouts Deonna Purrazzo bat Jazz lors d'un match sans enjeu à la suite d'une intervention de Susan. La semaine suivante à Impact, Jazz attaqua Purrazzo et Susan lors d'une interview. Jazz demanda alors à Tommy Dreamer un match contre Purrazzo, Dreamer officialisa le match pour Hardcore Justice en demandant cependant à Jazz de mettre quelque chose en jeu lors de ce match, elle décida alors de mettre sa carrière en jeu, faisant de ce match un Title vs. Career match.

#### Knockouts Weapons Match
Le 30 mars à Impact, Dreamer annonça un weapons match pour Hradcore Justice, opposant  Alisha Edwards, Havok, Jordynne Grace, Rosemary, Susan et Tenille Dashwood, la gagnante obtiendra un match de championnats des Konockouts d'Impact le 25 avril lors de Rebellion.

## Matches
| No.                                  | Matches* | Stipulations                                                                         |  |
| ------------------------------------ | --- | ------------------------------------------------------------------------------------ |  |
| 1                                    | Josh Alexander & Petey Williams battent TJP & Fallah Bahh et Ace Austin & Madman Fulton                                               | Three Way Tag Team match                                                             |  |
| 2                                    | Shera bat Hernandez | Chairly Legal Match                                                                  |  |
| 3                                    | Doc Gallows bat Black Taurus | Match simple                                                                         |  |
| 4                                    | Matt Cardona bat Johnny Swinger | Crate American Bash match                                                            |  |
| 5                                    | Sami Callihan bat Sam Beale | Match simple                                                                         |  |
| 6                                    | Jake Something bat Brian Myers | Hardcore Blindfold match                                                             |  |
| 7                                    | Tenille Dashwood bat Alisha Edwards,. Havok, Jordynne Grace, Rosemary, et Su Yung                                                     | Weapons matchpour déterminer la première aspirante à l'Impact Knockouts Championship |  |
| 8                                    | Deonna Purrazzo (c) bat Jazz | Title vs. Career match pour l'Impact Knockouts Championship                          |  |
| 9                                    | Violent by Design (Eric Young, Deaner, Rhino et Joe Doering) bat Team Dreamer (Trey Miguel, Rich Swann, Eddie Edwards et Willie Mack) | 8-Person Hardcore Tag Team match                                                     |  |
| - (c) – fait référence aux champions | |                                                                                      |  |